# Мелроуз (Њу Мексико)
Мелроуз (енгл. Melrose) град је у америчкој савезној држави Њу Мексико.

## Демографија
По попису из 2010. године број становника је 651, што је 85 (-11,5%) становника мање него 2000. године.
| Група             | 2000.       | 2010.       |
| Белци             | 627 (85,2%) | 507 (77,9%) |
| Афроамериканци    | 2 (0,3%)    | 1 (0,2%)    |
| Азијати           | 5 (0,7%)    | 2 (0,3%)    |
| Хиспаноамериканци | 85 (11,5%)  | 122 (18,7%) |
| Укупно            | 736         | 651         |